# Il sangue degli altri
Il sangue degli altri (Le sang des autres) è un film del 1984 diretto da Claude Chabrol.

## Trama
Ambientato durante gli anni della Seconda guerra mondiale, Helene si innamora di Jean, un partigiano, che viene catturato durante un'azione di guerra dalle forze tedesche. Per salvarlo la donna si concede all'industriale tedesco Bergman che intuisce i veri sentimenti della donna.

## Produzione
Il film venne girato nelle capitali europee di Belgio e Francia, mentre alcune parti a Cormeilles-en-Parisis, località francese. L'idea venne presa dal romanzo omonimo di Simone de Beauvoir del 1945 e poi sceneggiato da Brian Moore. Il film si avvalse di varie compagnie nella produzione: SuperChannel, CTV Television Network, Téléfilm Canada, Antenne 2, Filmax, Films A2, Home Box Office e International Cinema Corporation.

## Distribuzione

### Data di uscita
Il film venne distribuito in varie nazioni, fra cui:
- Francia, Le sang des autres 2 maggio 1984
- Canada, Le sang des autres 7 settembre 1984
- Finlandia, Petturin suudelma 3 maggio 1985
- Svezia 15 novembre 1985

## Accoglienza

### Critica
Il film risulta poco convinto nella sua realizzazione e trasmette allo spettatore questa sensazione, anche se la regia ben si sofferma sui dettagli.